# 庚烯
庚烯（Hexene）是一系列含有七個碳原子的烯烃，化学式为C7H14，总共有42种：

### 不带支链
- 直链庚烯总共有5种
  - 1-庚烯 CAS#592-76-7 
  - 2-庚烯 混合CAS编号：592-77-8 
    - 顺-2-庚烯 CAS#6443-92-1 
    - 反-2-庚烯 CAS#14686-13-6 

  - 3-庚烯 混合CAS编号：592-78-9 
    - 顺-3-庚烯 CAS#7642-10-6 
    - 反-3-庚烯 CAS#14686-14-7

### 以C6为主链
- 以2-甲基己烷为骨架，7种
  - 2-甲基-1-己烯 CAS#？
  - 2-甲基-2-己烯 CAS#2738-19-4 
  - 2-甲基-3-己烯 混合CAS编号：？
    - 顺-2-甲基-3-己烯 CAS#15840-60-5 
    - 反-2-甲基-3-己烯 CAS#？

  - 5-甲基-2-己烯 混合CAS编号：3404-62-4 
    - 顺-5-甲基-2-己烯 CAS#？
    - 反-5-甲基-2-己烯 CAS#？

  - 5-甲基-1-己烯 CAS#？
- 以3-甲基己烷为骨架，13种
  - 3-甲基-1-己烯 混合CAS编号：3404-61-3 
    - (R)-3-甲基-1-己烯 CAS#？
    - (S)-3-甲基-1-己烯 CAS#？

  - 3-甲基-2-己烯 混合CAS编号：17618-77-8 
    - 顺-3-甲基-2-己烯 CAS#？
    - 反-3-甲基-2-己烯 CAS#？

  - 2-乙基-1-戊烯 CAS#？
  - 3-甲基-3-己烯 混合CAS编号：？
    - 顺-3-甲基-3-己烯 CAS#？
    - 反-3-甲基-3-己烯 CAS#？

  - 4-甲基-2-己烯 混合CAS编号：？
    - (2E,4R)-4-甲基-2-己烯 CAS#？
    - (2E,4S)-4-甲基-2-己烯 CAS#？
    - (2Z,4R)-4-甲基-2-己烯 CAS#？
    - (2Z,4S)-4-甲基-2-己烯 CAS#？

  - 4-甲基-1-己烯 混合CAS编号：？
    - (R)-4-甲基-1-己烯 CAS#？
    - (S)-4-甲基-1-己烯 CAS#？

### 以C5为主链
- 以2,2-二甲基戊烷为骨架，3种
  - 4,4-二甲基-1-戊烯（新庚烯） CAS#762-62-9 
  - 4,4-二甲基-2-戊烯 混合CAS编号：26232-98-4 
    - (E)-4,4-二甲基-2-戊烯 CAS#？
    - (Z)-4,4-二甲基-2-戊烯 CAS#？
- 以2,3-二甲基戊烷为骨架，8种
  - 2,3-二甲基-1-戊烯  混合CAS编号：？
    - (R)-2,3-二甲基-2-戊烯 CAS#？
    - (S)-2,3-二甲基-2-戊烯 CAS#？

  - 2,3-二甲基-2-戊烯  CAS#10574-37-5 
  - 3-甲基-2-乙基-1-丁烯  CAS#？
  - 3,4-二甲基-2-戊烯  混合CAS编号：？
    - (E)-3,4-二甲基-2-戊烯 CAS#4914-92-5 
    - (Z)-3,4-二甲基-2-戊烯 CAS#4914-91-4 

  - 3,4-二甲基-1-戊烯  混合CAS编号：？
    - (R)-3,4-二甲基-1-戊烯 CAS#？
    - (S)-3,4-二甲基-1-戊烯 CAS#？
- 以2,4-二甲基戊烷为骨架，2种
  - 2,4-二甲基-1-戊烯  CAS#？
  - 2,4-二甲基-2-戊烯  CAS#625-65-0
- 以3,3-二甲基戊烷为骨架，1种
  - 3,3-二甲基-1-戊烯 CAS#？
- 以3-乙基戊烷为骨架，2种
  - 3-乙基-1-戊烯 CAS#？
  - 3-乙基-2-戊烯 CAS#816-79-5

### 以C4为主链
- 2,3,3-三甲基-1-丁烯 CAS#？